# Eriopreda
Eriopreda is een geslacht van wantsen uit de familie van de Reduviidae (Roofwantsen). Het geslacht werd voor het eerst wetenschappelijk beschreven door Jeannel in 1917.

## Soorten
Het genus bevat de volgende soorten:

- Eriopreda feai Jeannel, 1917
- Eriopreda rufa Jeannel, 1919